# Siebel

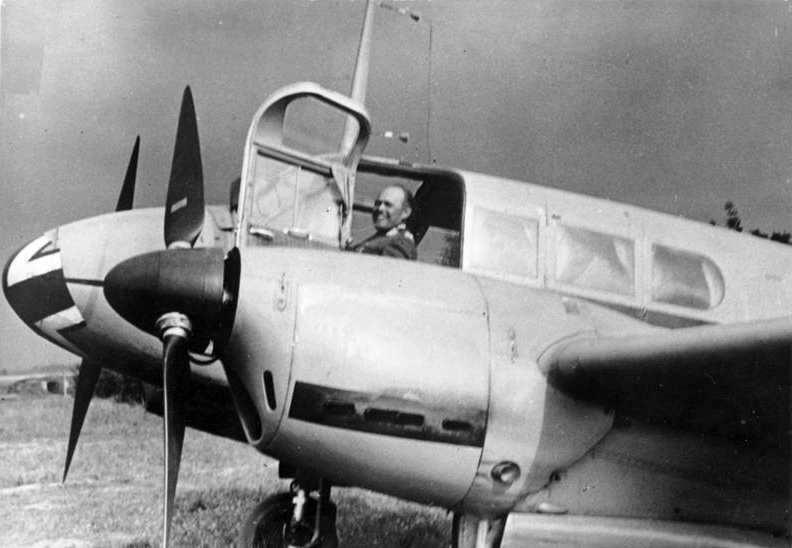
Albert Kesselring en su Siebel Fh 104

Siebel fue una empresa alemana especializada en el diseño y la fabricación de aviones. Fue fundada en 1937 en Halle un der Saale.

## Historia
Siebel se originó en el pabellón Klemm-Flugzeugwerke Halle que había sido fundado en 1934 como rama de Leichtflugzeugbau Klemm en Böblingen. Su nombre cambió a Siebel Flugzeugwerke cuando  fue controlada por Friedrich Siebel en diciembre de 1937.
Después de la Segunda Guerra Mundial , la compañía fue reflotada como Siebel Flugzeugwerke ATG (SIAT) en Alemania Del oeste en 1948, con su sede en Múnich. En 1956, su sede se trasladó a Donauwörth y la compañía evolucionó a WMD-Siebelwerke ATG (WMD/SIAT) en 1958 en cooperación con Waggon- und Maschinenbau GmbH Donauwörth (WMD). En 1968 la compañía fue absorbida por Messerschmitt-Bölkow-Blohm después de que MBB se convirtiera en el accionista importante.

## Productos
Siebel

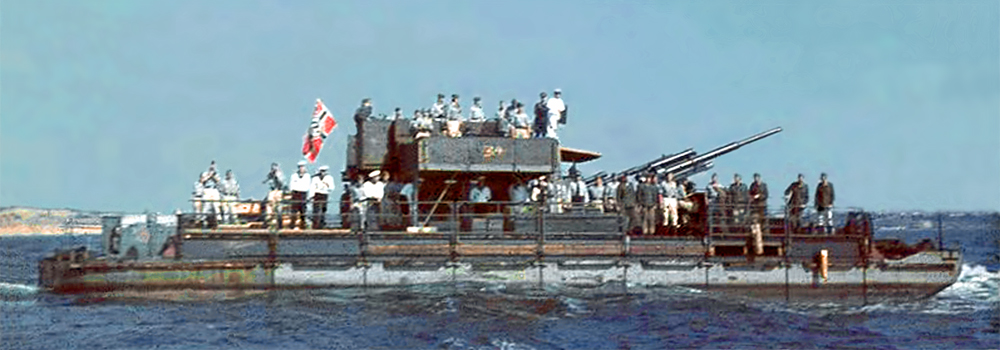
Barcaza de desembarco Siebel con un cañón de 88 mm

- Siebel Fh 104 Hallore, transporte medio
- Siebel Si 201, aeronave de reconocimiento STOL (prototipo)
- Siebel Si 202 "Hummel"  aeronave deportiva + entrenador, 1938
- Siebel Si 204, transporte + entrenador de tripulaciones
- DFS 346, aeronave de búsqueda
- Ferry Siebel (Siebelfähre), transbordador militar alemán.

SIAT
- SIAT 222
- SIAT 223 Flamingo

## Estructuras en Halle

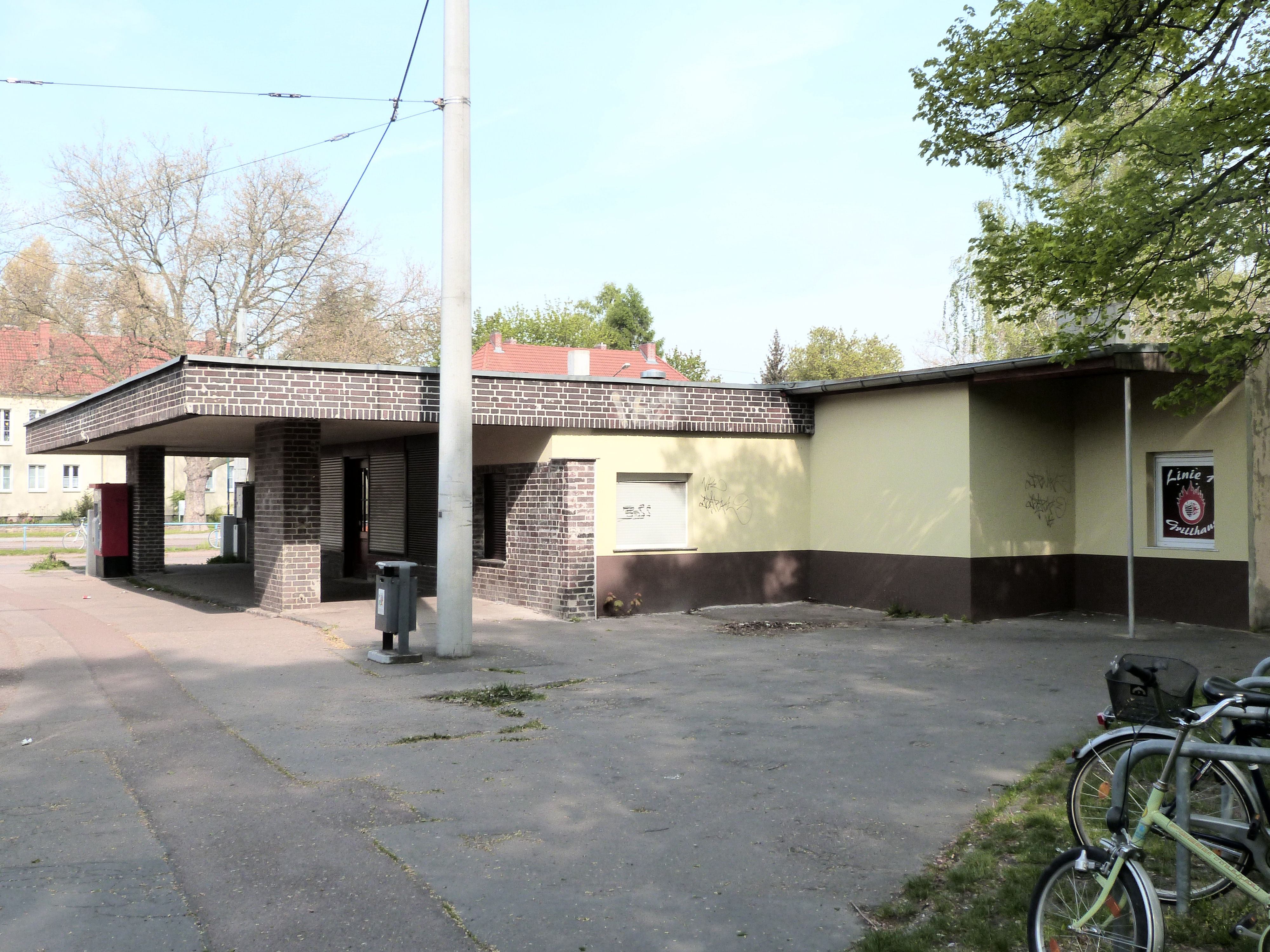
sala de espera de tranvía en la carretera Dessauer

Los edificios de Siebel-Flugzeugwerke en Halle fueron diseñados por el arquitecto Lois Welzenbacher en colaboración con Karl Haas y Werner Buch. Después del desmantelamiento por las tropas soviéticas, los edificios fueron destruidos y demolidos casi por completo en 1947.
Muy alterado, pero bien conservado, sigue siendo el antiguo edificio de la administración de Siebel, Dessauer Straße 70, que hoy utiliza la oficina de administración del estado de Sajonia-Anhalt. El antiguo edificio de uno o dos pisos con techo plano se extendió a tiempos de la RDA, se construyó a un nivel y se le proporcionó un ático.
Otra reliquia es el vestíbulo en la última parada de la línea 1 del tranvía de Halleschen.